# Vila-real Club de Futbol
El Vila-real Club de Futbol (la seua denominació oficial és Villarreal Club de Fútbol, en castellà), és un club de futbol radicat a la ciutat castellonenca de Vila-real, a la Plana Baixa. Fou fundat el 10 de març de 1923 «per fomentar tots els esports i en especial el futbol», segons diu la seua carta fundacional, redactada pel farmacèutic Josep Calduch i Almela, que en fou el primer president. També és conegut com el «submarí groguet». El primer accionista i president de l'entitat és l'empresari valencià Fernando Roig Alfonso.
El camp on juga els partits com a local és l'Estadi de la Ceràmica (abans batejat com a El Madrigal), amb capacitat per a 25.000 espectadors, i els seus seguidors i l'equip són coneguts com a 'groguets' o el “Submarí groc”, fent referència a la coneguda cançó de The Beatles.
L'equip ha experimentat durant les últimes dècades un canvi radical, ja que jugava en categories de futbol aficionat. La capacitat de l'estadi s'ha duplicat darrerament: a final dels anys 1990 era d'uns 13.000 espectadors i ara en té 25.000, el cinquè en capacitat del País Valencià. El club ha evolucionat d'ençà que està en la Primera Divisió i la massa d'afeccionats també. Abans tan sols tenia afeccionats de la ciutat de Vila-real i en canvi ara no només en té de qualsevol punt del país, sinó també d'arreu d'Espanya. A més, la política de fitxatges a l'Amèrica del Sud ha fet que molts seguidors de futbol sud-americans seguixen el Vila-real dia a dia i així creen afecció. Una bona mostra del creixement de l'afecció groga és que a l'inici de la temporada 2008-09, se superà la xifra de 20.000 socis per a una ciutat com Vila-real de 51.000 habitants, és a dir, quasi el 40% dels habitants de la ciutat són abonats del Vila-real. Ara ja no només són de localitats veïnes els socis, sinó que com hem dit abans, ara se li n'afegeixen d'arreu del País Valencià, Espanya i fins i tot de l'estranger.
El club posseïx una Ciutat Esportiva per al planter, on s'experimentaren jugadors professionals com ara Héctor Font, Bruno Soriano, Santi Cazorla, Marquitos, César Arzo o Pere Martí, tots productes del filial groc. Aquests jugadors surten d'equips juvenils o d'equips inferiors com el Vila-real CF B o el Vila-real CF C entre d'altres. El club compta amb 42 equips en competicions oficials, 39 de masculins i 3 de femenins.

## Els colors

### Uniforme

#### Uniforme de la temporada 2009/10
La primera indumentària del Vila-real CF està formada per samarreta, pantalons i mitges completament grocs, i amb dorsals i publicitat de color negre.
La segona indumentària està composta per samarreta, pantalons i mitges completament de color blau marí, amb una espècie d'antenes -a l'altura de les espatlles i el pit- de color groc, amb dorsals i publicitat de color groc.
Des de l'any 2005 la indumentària del club és fabricada per la marca Puma, i des de 2004 porten publicitat de l'Aeroport de Castelló. A les mànegues de les espatles hi ha publicitat de la Televisió Valenciana (Canal 9).

#### Evolució de l'uniforme
| 1923−1946 | 1946-1971 | 1971−2004 | 2004− |

#### Uniformes anteriors
| 1998-1999 | 2004-2005 | 2005-2006 | 2006-2007 | 2007-2008 | 2008-2009 | 2009-2010 | 2010−2011 | 2011−2012 |  |

| 2012−2013 | 2013−2014 | 2014−2015 | 2015−2016 | 2016−2017 | 2017−2018 | 2018-2019 | 2019-2020 | 2020-2021 |

La indumentària dels primers deu anys del club és molt diferent de l'actual, ja que la samarreta era de color blanc, i pantalons negres igual que les mitges. Era una indumentària molt semblant que a la dels seus veïns: el València CF. Es desconeix quan es va canviar la indumentària al color groc, però sabem que a mitjan segle la indumentària es transformà totalment i la samarreta canvià al clor groc i els pantalons i les mitges al blau. Aquesta indumentària durà des dels anys 50 fins a principi del segle xxi.
A partir de la temporada 2004-2005 el color blau desaparegué pràcticament de la indumentària i fins al dia d'avui en la indumentària hi predomina el color groc.
A causa dels colors de la samarreta, l'equip es coneix com el Submarí groc, ja que la indumentària està formada pels colors grocs i blaus, tot i que com hem dit abans, des de fa uns anys el color blau quasi que desaparegué de la samarreta.

#### Patrocinadors i proveïdors d'equipatge
| Període   | Proveïdor            | Patrocinador |
| --------- | -------------------- | ------------ |
| 1980-1988 |                      |              |
| 1988-1992 |                      |              |
| 1992-1993 |                      |              |
| 1993-1994 | Jugui                |              |
| 1994-1997 |                      |              |
| 1997-1999 |                      | Terra Mítica |
| 1999-2004 |                      | Terra Mítica |
| 2004-2005 | Aeroport de Castelló |              |
| 2005-2011 | Aeroport de Castelló |              |
| 2011-2013 |                      |              |
| 2013-2016 | Pamesa Cerámica      |              |
| 2016-     | Pamesa Cerámica      |              |

## Escut
L'escut del Vila-real ha sofrit diverses modificacions al llarg de la seva història i a la imatge de la dreta es comprova. Tot i que els colors i la corona és pràcticament igual, el nou escut del Vila-real té una forma circular i aquest té forma quadrangular-rectangular.

## Història

### Fundació
El Club Deportiu Vila-real fou fundat el 10 de març de 1923, segons la seua carta fundacional, "per fomentar tots els esports i en especial el futbol". El farmacèutic Josep Calduch i Almela en fou el primer president, acompanyat de José Martínez Aguilar, com a secretari, Carlos Calatayud Jordá, com a vicepresident, i Juan Nebot, Alfonso Saera, Manuel Calduch i Almela, Pascual Arrufat Catalá, Vicente Cabedo Meseguer i Manuel Amorós Fortuño, com a vocals.
En una de les primeres reunions de la Junta es va prendre la decisió de llogar el camp i fixar el preu de les entrades, com ara comprar els primers equipaments, formats per samarreta blanca i pantalons negres. Aquests van ser els colors del Vila-real CF fins al 1946, quan es canviaren pels actuals groc i blau.
L'estadi s'inaugurà el 17 de juny de 1923, en un partit entre el CE Castelló i el Cervantes, ambdós equips de la capital. El Vila-real no jugà el seu primer partit fins al 21 d'octubre del mateix any, quan s'enfrontà al Red Star de Castelló.

### Els inicis
La primera data important del club es troba a la temporada 1934/35, en la qual l'equip disputa contra el Cartagena i a doble partit, l'eliminatòria de promoció d'ascens a la Segona divisió A, quan encara no existia ni la Tercera divisió ni la Segona divisió B. Tot i això, el Vila-real, que s'enfrontava a un equip de jugadors professionals, no va poder aconseguir l'ascens a la categoria.
Un any després, els groguets es varen proclamar campions de la Primera Regional, però la Guerra Civil va posar fi a qualsevol indici de competició esportiva.

### Anys 40
Amb el fi de la Guerra Civil espanyola, tornà finalment el futbol a la ciutat de Vila-real. Després de la desaparició del CD Vila-real, el 1942 es fundà la penya Club Atlético Foghetecaz, nom que provenia dels cognoms dels seus fundadors, José María Font, Agustín Gil, Diego Herrero, José Teulet, Pascual Catalá i Sebastián Zaragozá, i que inicialment no es federà. D'altra banda, l'any 1944 l'ajuntament de Vila-real comprà els terrenys del Madrigal al seu propietari, Vicente Marmaneu, i creà un nou club per a poder competir, el Villarreal d'Educación y Descanso, de vida breu.
Des del 1939 i fins als anys 50, el Vila-real milità a la Segona Regional, categoria en la qual estigué enquadrat en tres grups diferents (I, IV i VI) durant tot aquest període. Fou en la temporada 1950/1951 quan el submarí groc aconseguí l'esperat ascens a la Primera Regional, després d'haver-se classificat com a primer del grup I de la Segona Regional. Aquesta temporada es decidí canviar en nom del club per C.A.F. Villarreal (Club Atlético Foghetecaz Villarreal).

### Anys 50
El Vila-real milità en la Primera Regional des dels anys 1952 i 1956. Durant aquestes temporades, l'equip va finalitzar el campionat en la part superior de la taula, quedant així sèptim dos cops, quart i primer consecutivament. Fou l'any 1954 qual el club adoptà l'actual nom de Vila-real Club de Futbol.
Aquest últim èxit en la temporada 1956-1957 li va permetre al club groguet, jugar a la Tercera divisió, categoria en la qual es va quedar fins a la temporada 1960/61, en què va finalitzar la Lliga en catorzena posició, posició de la taula en què els va fer descendir a la categoria inferior, amb un dur fracàs esportiu.

### Anys 60
Aquesta època fou molt important en la història del club. Amb l'equip a la Primera Regional, el Vila-real es va refer i abans de finalitzar la dècada es forjaren dos ascensos: El retorn a la Tercera divisió a la temporada 1966/67 i l'històric ascens a la Segona divisió B. Com que en aquells anys, la Segona divisió B no existia, la Tercera divisió era realment la tercera categoria nacional.
El Vila-real es consolida en la categoria de bronze del futbol espanyol després de l'ascens l'any 1967. A la temporada 1969/70 l'equip groc amb Pasqual Font de Mòra al capdavant, es prepara per a una dura competició. Per una reestructuració s'anuncien més places de descens a regional per a aquesta temporada, per aquest motiu, el Vila-real es reforçà més amb la intenció de no tenir dificultats. L'equip no els passà perquè quedà en primer lloc, i fou campió i assolí aquesta gesta dues jornades abans de finalitzar el campionat.
El Vila-real, a pesar d'acabar en primer lloc, no ascendí directament, hagué de passar per una promoció que l'enfrontava al campió d'un altre grup, el Langreo, que era un dels pitjors equips que li hagués pogut tocar. Finalment superà al Vila-real amb el resultat d'anada d'1-0 i 1-1 en El Madrigal. Tot i perdre la primera oportunitat per a ascendir, encara quedava una altra eliminatòria.
La següent eliminatòria era contra un altre equip de la Segona divisió. En aquesta ocasió el rival seria el Bilbao Athletic, que buscava en aquesta promoció aconseguir la seva permanència en la categoria de plata. L'anada se celebrà a San Mamés amb resultat de 2-1 favorable als lleons i el de volta també amb el resultat de 2-1, aquest cop favorable als groguets.
Com en aquesta època no existien pròrrogues, ni temps addicionals, els dos equips es varen veure obligats a jugar un partit de desempat en ple mes de juliol. La data decisiva seria el 7 de juliol del 1970, a l'estadi Santiago Bernabéu. El Vila-real amb gols de Luiche i Causanilles aconseguiria un històric triomf per 2-1 que el portava a la categoria de plata, per primer cop en la seva història, davant el deliri de milers d'aficionats, que ho celebraren tant en Madrid, com en Vila-real. La recepció a l'aeroport de Manises fou massiu, la festa també fou total pels carrers de la ciutat.

### Anys 70
El Vila-real fou el segon equip de La Plana en arribar a la Segona divisió A, de fet avui dia tan sols hi ha dos equips de la província de Castelló que han aconseguit militar en aquesta categoria: Vila-real i el seu gran rival, el CE Castelló.
L'estiu previ al debut hi havia molta expectació i prometedora, ja que la ciutat s'encontrava totalment bolcada amb l'equip. El Madrigal començava a quedar-se petit i no tardarien a posar-se en marxa les obres d'ampliació del fons sud.
El Vila-real es veia davant un nou i gran repte: Aconseguir la permanència en la segona categoria del futbol espanyol. El debut del Vila-real a la Segona divisió es produí a l'estadi Ramón de Carranza el dia 6 de setembre de 1970 amb victòria per al Vila-real (1-2) amb gols de Burguete i Esteve. El Vila-real es mantingué dues temporades en Segona.
Després tornà a la Tercera divisió, categoria que es mantingué fins a la temporada 75/76 en la qual després de perdre una promoció amb el Guadalajara descendí a Preferent. El Submarí tornà a ascendir a Tercera l'any següent. En aquell temps es va crear la Segona divisió B i la tercera d'abans va passar a ser quarta. Encara més difícil per poder arribar de nou on havia arribat el club anteriorment.

### Anys 80
El conjunt groc intentava estabilitzar-se en unes temporades irregulars, fins que va arribar la temporada 1986/87. Fou un ascens estrany, ja que a falta de poques jornades per al final del campionat s'anuncià una reestructuració de la Segona B, que passaria d'un grup de 22 equips a quatre de 20, per la qual cosa ascendien 5 equips de forma automàtica. Els actes de celebració s'iniciaren en l'últim partit a El Madrigal davant l'Olímpic de Xàtiva amb resultat de 2-3. Hi hagué una cercavila amb tot l'equip, des del Madrigal fins a la posició de Sant Pasqual.
El Submarí groc debutà en Segona B el 30 d'agost de 1987 davant el Ceuta. El partit molt igualat es decideix en els últims minuts finals i el Vila-real perd 0-1. En la segona jornada el Vila-real visità Almeria i aconseguix un punt. La primera victòria grogueta arribaria a la setmana següent amb 2-1 favorable al Vila-real.

### Anys 90: La dècada del canvi
La dècada dels noranta començà per al Vila-real amb l'ascens a la Segona divisió B, després d'haver quedat segona en finalitzar el campionat. Una temporada més tard, varen quedar en segon lloc, fet que els va permetre dues categories en dos anys consecutius. Els groguets començaven en la 92-93 en la divisió d'argent del futbol espanyol, de la qual mai tornaria a descendir.
Des d'aleshores i fins que va aconseguir el seu primer ascens a la màxima categoria, el Vila-real va lluitar amb els equips de la part mitjana-baixa de la taula. Tot i això, la temporada 97/98 va acabar el campionat quart, cosa que li va permetre disputar l'ascens de promoció a la Primera divisió espanyola. S'enfrontava a la SD Compostela, amb el partit d'anada amb 0-0 i tot per decidir en el partit de tornada. Alberto marcà el gol per als groguets (1-1) que els donà l'ascens a la Primera divisió espanyola per primer cop a la seva història amb només 75 anys des que es va crear el club.

### Ascens a la Primera Divisió Espanyola (1998-1999)
La repercussió en la ciutat fou espectacular, el club preveia arribar als 10.000 socis, la remodelació del Madrigal estava pensada originalment per a aquest aforament. L'estadi s'amplià perquè la LFP ho exigia i a més perquè hi havia gent que s'havia quedat sense butaca a l'estadi per a aquella temporada. L'estadi arribà als 17.000 espectadors i amb la xifra històrica de 13.000 abonats.
Arribà el gran dia (31 d'agost de 1998), el Vila-real havia d'enfrontar-se al Reial Madrid a l'Estadi Santiago Bernabéu. L'afició grogueta es desplaçaren vora 2.000 espectadors. Al minut 3 Gica Craioveanu encetava el marcador i així el primer gol a la història del Vila-real en Primera. Però el partit el remuntaren els blancs guanyant per 4-1.
La següent jornada debuta en El Madrigal davant el Celta de Vigo, que acabà amb taules (1-1).
La primera victòria en Primera arribà al següent partit com local, davant el UD Salamanca, amb una golejada per 5-0.
En la jornada 14 el Vila-real visitava el Camp Nou el 13 de desembre de 1998 i més de 5.000 aficionats groguets, en un desplaçament històric. Els que es desplaçaren tingueren molta sort, ja que un inèdit 1-3 acabà amb els blau-granes i amb el goig dels desplaçats a Barcelona.
Al desembre jugava el derbi valencià contra el València CF i guanyà en el descompte amb gol de Gica Craioveanu.
Després d'aquestes històriques victòries caigué en una espiral de resultats negatius, acumulant 15 partits sense guanyar. Açò provocà el descens a la Segona Divisió.

### Segon ascens en 3 anys (1999-2000)
A la temporada 1999/00, i després de tindre una primer volta irregular, el Vila-real començà també amb mal peu en perdre 2-3 contra la UE Lleida i allunyat dels llocs d'ascens. A partir de llavors el Vila-real començà a espavilar-se i importants victòries contra rivals directes per la lluita de l'ascens. Però torna a ser irregular i prompte tornarà a alternar derrotes amb victòries. En la jornada 29 arriba el punt d'inflexió: El Vila-real perd 4-1 en el camp de l'Extremadura, rival directe. Però el president, Fernando Roig, fitxà al central Berruet, l'equip estava en octava posició a tres punts de l'ascens. Ja no es tornà a perdre fins a la jornada 38, en la qual s'encaixaria un 3-1 davant l'Osasuna, tot i això el Vila-real empatà a la Ciutat de València davant el Llevant UE, guanya en El Molinón (1-2), a Toledo i a Madrid.
En la jornada 40, el Vila-real feu un pas decisiu en l'estadi Arcángel de Còrdova en véncer 2-4. Després d'aquest enfrontament el Vila-real se situava segon i els fitxatges serviren, ja que estava en posicions d'ascens i amb un còmode matalàs de cinc punts del UD Salamanca (4t), UE Lleida (5è) i Extremadura (6è).
Sols quedava una jornada i l'equip s'enfrontava a UD Las Palmas davant de 17.000 espectadors que abarrotaren l'estadi del Madrigal. El Vila-real s'avançà amb un gol matiner de Jorge López al minut 12. Las Palmas empatava el partit en el 65'. Tot i l'empat, els resultats acompanyaven, ja que el Lleida anava perdent 2-0 contra l'SD Eibar, l'Extremadura també perida 1-0 i el Salamanca guanyava tot i que el golaverage era favorable al conjunt de la Plana. Amb el partit decidit, Las Palmas es proclamava campió, seguit del Vila-real que tornava a la Lliga de les Estrelles.

### La Permanència (2000-2004)
Després d'aconseguir el segon ascens, a la temporada 2000/01, el Vila-real CF acabà sèptim en la classificació a tan sols dos punts de la UEFA per darrere del Celta.
La temporada 2001/02, no tingué una molt bona actuació a la Lliga amb un mediocre 15è lloc a la classificació i a tan sols 3 punts del descens. Tot i això, es classificà per a jugar la Copa Intertoto, és a dir, el seu primer torneig internacional i europeu. Aquesta copa dona una plaça per a jugar la UEFA, però caigué contra un equip espanyol: el Màlaga CF.
La temporada 2002/03, fou exactament igual que l'anterior, 15è a la classificació, encara que més lluny dels punts del descens, però al que també es classificà per a la Intertoto. El Vila-real, després de passar les temporades de permanència i amb els objectius complerts, el Submarí buscava alguna cosa més que la permanència.
Tornà a quedar entre els deu primers equips a la següent temporada (8è) i de nou, a jugar la Intertoto.
La temporada 2003/04 repetí posició a la Lliga (15è) i tornà a disputar l'Intertoto, mitjançant invitació. Acabaren arribant a la final, i la guanyaren.
Fruit o no d'açò, la temporada 2003-04 arribà l'argentí procedent del FC Barcelona, Juan Román Riquelme i comença a marcar un nou rumb en la història del club. Aquesta temporada el Vila-real arribà a les semifinals de la Copa de la UEFA, on caigué davant el seu màxim rival etern: el València CF, que posteriorment es declararia campió de la competició Tot i això, aquest estiu tornà a guanyar per segon any consecutiu la Copa Intertoto, aquesta vegada contra un altre equip espanyol, l'Atlètic de Madrid eliminant als penals gràcies a Pepe Reina. Tot i classificar-se de nou per a la UEFA, tornaren a caure, aquesta vegada en quarts davant el conjunt neerlandès de l'AZ Alkmaar.

### L'era Pellegrini i el Passeig per Europa (2004-2009)

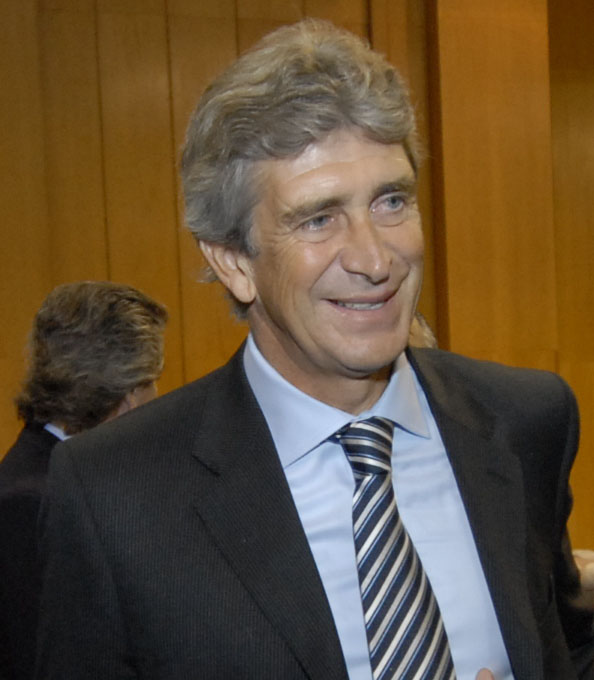
Manuel Pellegrini va fer història amb el Vila-real CF

La temporada 2004/2005 fou espectacular. El Vila-real es colà entre els 4 primers de la classificació per darrere d'equips com el FC Barcelona i Reial Madrid, amb una recta final de campionat més que excel·lent. Açò va fer que el Vila-real es classificara per primera volta en la seua història per a la Champions League. Amb la factura de la Champions, la temporada 2005/06, no fou gaire bona comparada amb l'anterior, amb un mediocre sèptim lloc a la taula, però aconseguint almenys, la Intertoto.

Aquest tercer lloc de la temporada passada, els portà a jugar la Champions League, un somni inesperat. Però havien de jugar la prèvia contra un rival anglès: el Everton FC. No hi hagué problema, ja que el Submarí s'imposà en el partit d'anada per 2-1 i 2-1 també en el partit de tornada. Es classificaren finalment i hagueren de jugar la lligueta. Tocaren rivals com el Manchester United FC, el SL Benfica i el Lille OSC, però no hi hagué obstacle, ja que l'equip encapçalat per Manuel Pellegrini no tingué problemes, ja que quedà primera de grup amb 10 punts, classificant-se així per als vuitens de finals. El rival fou el Glasgow Rangers escocés, al que en el partit d'anada quedaren 2-2 i en el de tornada 1-1, però l'avantatge de gols afavoria al conjunt de la Plana, per tant aquest partit els feïa disputar els quarts de finals. El rival no fou gens fàcil, ja que hagué de jugar contra l'Inter de Milà italià. El partit d'anada a San Siro guanyaren els italians per 2-1, i si en el partit de tornada els de Manuel Pellegrini marcaven un gol i no n'encaixaven cap, tenien el pas a les semifinals assegurat. En un Madrigal ple a vessar, la tensió es palpava, però quan faltaven uns 15 minuts per al final, Juan Román Riquelme llançava una falta que rematà de cap Arruabarrena i marcà. El camp s'enfonsava, ja que això significava un pas més històric per als grocs.

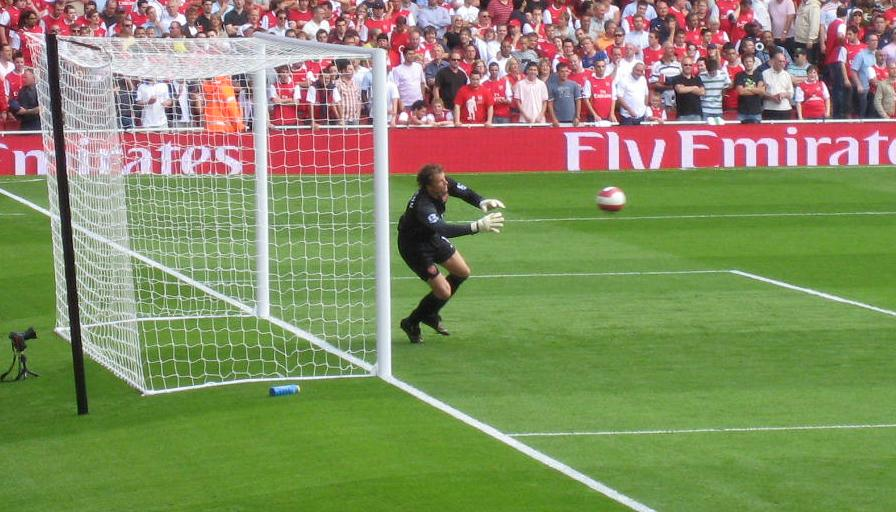
A la tornada de les semifinals de la UEFA de la temporada 2004-05, el Vila-real es jugava un lloc a la final front a l'Arsenal FC. Juan Román Riquelme va tirar un penal decisiu, que el porter gunner Jens Lehmann va refusar, acabant així amb el somni d'estar a la final.

La semifinal es disputà davant l'Arsenal FC i en el partit d'anada els anglesos guanyaren per 1-0. En el partit d'anada hi havia més tensió que mai en El Madrigal i als últims minuts l'àribtre assenyalà penal a favor del Vila-real. Açò forçaria la pròrroga, ja que el partit anava 0-0. Juan Román Riquelme tenia la responsabilitat de tirar el penal possiblement el més important de la seva vida. El tir acabà refusant-lo Jens Lehmann i acabà així el somni de la Champions League.
La Champions League passà factura en la Lliga i acabaren sèptims, la qual cosa els classificava per a la Copa Intertoto i va caure en la seva quarta final contra un equip en principi molt més dèbil: el NK Maribor. El resultat global fou 2-3 i els de la Plana varen caure sorprenentment. Això feia que aquella temporada no jugassen cap competició europea.
La desqualificació de la Intertoto del Vila-real contra el Maribor a la temporada 2006/07, decebé molts aficionats, ja que la primera volta no fou gaire bona, però una espectacular ratxa de vuit victòries consecutives en les vuit últimes jornades, alçaren l'equip i es classificaren per a la UEFA, amb una cinquena posició. El Vila-real havia guanyat tots els equips de Primera divisió, però hi havia un sol equip que encara no l'havia guanyat: el Reial Madrid. Després de 16 enfrontaments sense cap victòria, el gener de 2007 un gol de Marquitos a passar de Matías Fernández, donà per fi la desitjada primera victòria contra el Reial Madrid.
Aquella temporada un quint lloc en la Lliga donà accés directe a la Copa de la UEFA acabant el seu millor final de lliga i un espectacular final de vuit victòries consecutives feren que els de la Plana acabaren en cinquena posició.
El Vila-real començà la temporada 2007/08 jugant davant l'Bate Borisov al que guanyà en l'anada per 4-1 i guanyà en la tornada per 0-2, açò el va fer classificar a la lligueta, al que li tocà jugar en el grup C contra l'ACF Fiorentina, AEK Atenes, FK Mladá Boleslav i IF Elfsborg. Quedà primera de grup amb 10 punts i s'enfrontà en setzeaus davant el Zenit de Sant Petersburg. Guanyà l'equip rus en l'anada per 1-0 i en la tornada 2-1 a favor del Vila-real però finalment el Zenit de Sant Petersburg passà a octaus i el Submarí s'hagué de quedar a casa.
Però sense cap dubte la millor versió de l'equip va ser a la lliga. La temporada començà a Mestalla davant el València CF, el seu rival, on els del Cap i Casal s'enduren una severa derrota contra el Submarí per 0-3 amb gols de Jon Dahl Tomasson, Giuseppe Rossi i Santi Cazorla. Podria ser una temporada prometedora, però la setmana següent, a l'Madrigal, caigueren derrotats per golejada davant el Reial Madrid per 0-5.
Tot i aquesta dura derrota l'equip no s'enfonsà i aconseguí 4 victòries consecutives. Després de tot açò, vingué el FC Barcelona al Madrigal i el Submarí aconseguí una important victòria per quedar-se en els llocs "Champions" (3-1).
Després de 8 temporades en Primera, el Vila-real aconseguia el seu millor començament en la seva història, amb 35 punts durant la primera volta.

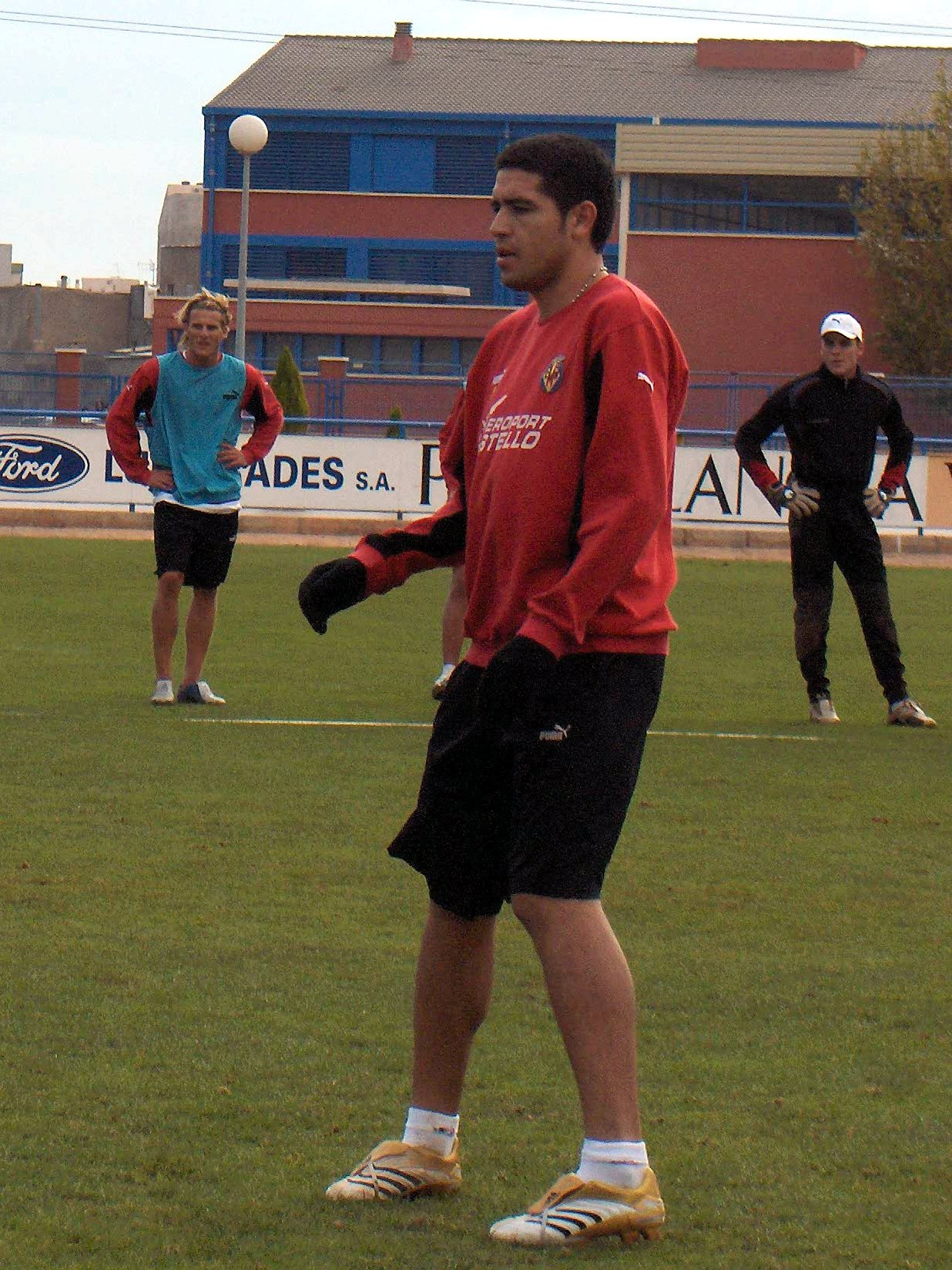
Juan Román Riquelme, Diego Forlán i Sebastián Viera.

Si la primera volta fou bona, la segona no fou pitjor, sinó tot el contrari.
El Vila-real començava la segona volta contra el València CF, que tenia ganes de revenja pel 0-3 encaixat a Mestalla. Però el València de Ronald Koeman estava en hores baixes i el Vila-real firmà un dels millors partits de la temporada derrotant de nou per 3-0 als merengots.
Tornaren a perdre contra el Reial Madrid per 3-2, però a partir d'ací començava la remuntada grogueta per a arribar al segon lloc.
Importants victòries com la del Camp Nou a Barcelona per 1-2 o el 3-0 davant l'Atlètic, tots dos rivals directes del Vila-real, aconseguiren desestabilitzar al FC Barcelona i se situaven segons i a sols 3 punts del Reial Madrid.
En Vila-real volien classificar-se per a la Champions, però estaven molt a prop d'aconseguir el lideratge. La següent jornada era important guanyar, però caigueren per 2-0 a l'Estadi Ramón Sánchez Pizjuán contra el Sevilla FC esfumant-se el somni.
S'acabà de confirmar que la Lliga era impossible en caure també la setmana següent a Almeria per 1-0.
Tot i no aconseguir el lideratge, quedar subcampions era un gran mèrit per al Submarí, perquè quedant segons, no només era subcampió, sinó que a més a més aconseguien anar a la Champions directament sense jugar 2 partits previs per a classificar-se. La recta final del campionat fou molt bona, aconseguint 6 victòries consecutives i mantenint a ratlla al FC Barcelona.
L'antepenúltima jornada jugaven a Huelva on guanyaren els groguets per 0-2 amb gols de Nihat Kahveci i Guille Franco, quedant així subcampions matemàticament.
Però la festa vertadera es visqué la següent jornada. 2-0 a l'Espanyol al Madrigal i en acabar focs artificials i festa durant tota aquella setmana.
Acabaren la Lliga a Riazor on guanyaren per 0-2, i deixaven la classificació d'aquesta manera:
1. Reial Madrid (85 punts)
2. Vila-real CF (77 punts)
3. FC Barcelona (67 punts)
4. Atlètic de Madrid (64 punts)
Acabaren la Lliga amb 77 punts històrics, la màxima puntuació en la història del Vila-real i 77 punts molt difícils de repetir, guanyant 24 partits, empatant 5 i perdent 9.
No fou tan espectacular la temporada 2008/09 però també acabà en posicions europees. El Vila-real aconseguí un meritori cinquè lloc en la classificació i es classificà per a la Copa de la UEFA. Els groguets aconseguiren 65 punts a 2 punts de la Champions en el qual l'Atlètic de Madrid ho aconseguí en l'última jornada. Aquesta va ser l'última temporada de Manuel Pellegrini al peu del canó del Vila-real. Deixà enrere una magnífica trajectòria i deixà empremta per aquest club per a tota la història.
Per altre lloc, l'equip groguet disputà per segona vegada la Lliga de Campions en el qual al Vila-real li tocà en el grup de la lligueta al Manchester United FC, al Celtic FC i a l'Aalborg.

El primer partit de la lligueta es disputà a Old Trafford entre el Manchester United FC i el Vila-real. Els dos equips ja s'havien enfrontat en dues ocasions en resultats identics: 0-0. Doncs la història es tornà a repetir. El Vila-real aconseguí un meritori punt a Old Trafford davant el campió de l'anterior Champions League. En el partit de tornada al Madrigal es tornà a repetir per quarta vegada consecutiva aquest resultat (0-0).

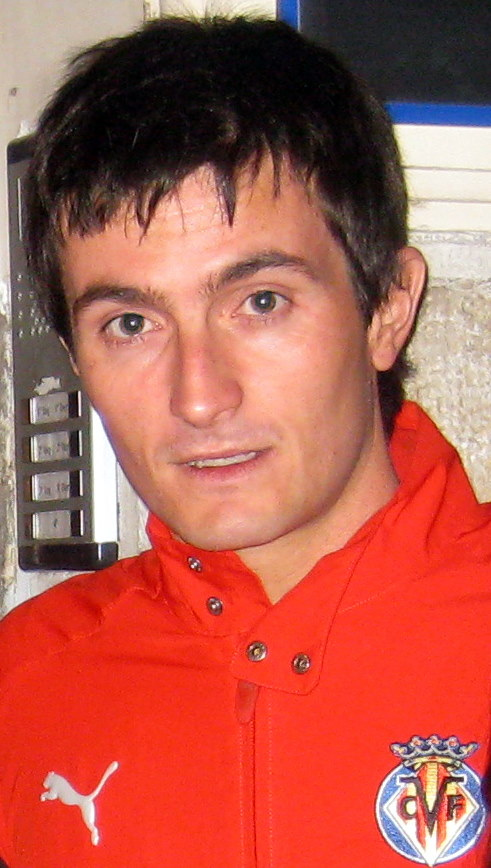
Joseba Llorente va entrar en la història del Vila-real en la seua primera temporada sent el màxim golejador de l'equip en tota la temporada i fent el seu primer hat-trick en la Champions League, sent l'únic jugador del Vila-real que ho ha aconseguit en la història grogueta en Europa.

L'alegria del grup per al Vila-real va ser que el Celtic estava en el grup perquè els dos equips estan agermanats. Açò provocà una gran festa a Vila-real on la penya Celtic Subarmí (penya creada en honor de l'agermanament entre els dos clubs), va ser el centre neuràlgic per als seguidors del Celtic en la visita a Vila-real a final de setembre, en la qual es van desplaçar uns 4.000 aficionats. En el camp, el Vila-real derrotà per 1-0 al Celtic amb gol de falta de Marcos Senna.
El Vila-real anava empatat a punts amb el Manchester United FC però segon per la diferència de gols. El partit de tornada el Vila-real perquè el seu primer i únic partit de la lligueta per 2-0 a Celtic Park. L'últim equip, l'Aalborg danès visità Vila-real amb un resultat de 6-3 per als groguets. Aquest va ser el resultat amb més gols marcats pel Vila-real d'ençà que juga la Lliga de Campions. El partit de tornada els dos equips varen firmar taules 2-2.
Finalment, el Vila-real es classificà per als vuitens de final i superà la lligueta segon classificat i empatat a punts amb el Manchester United FC.

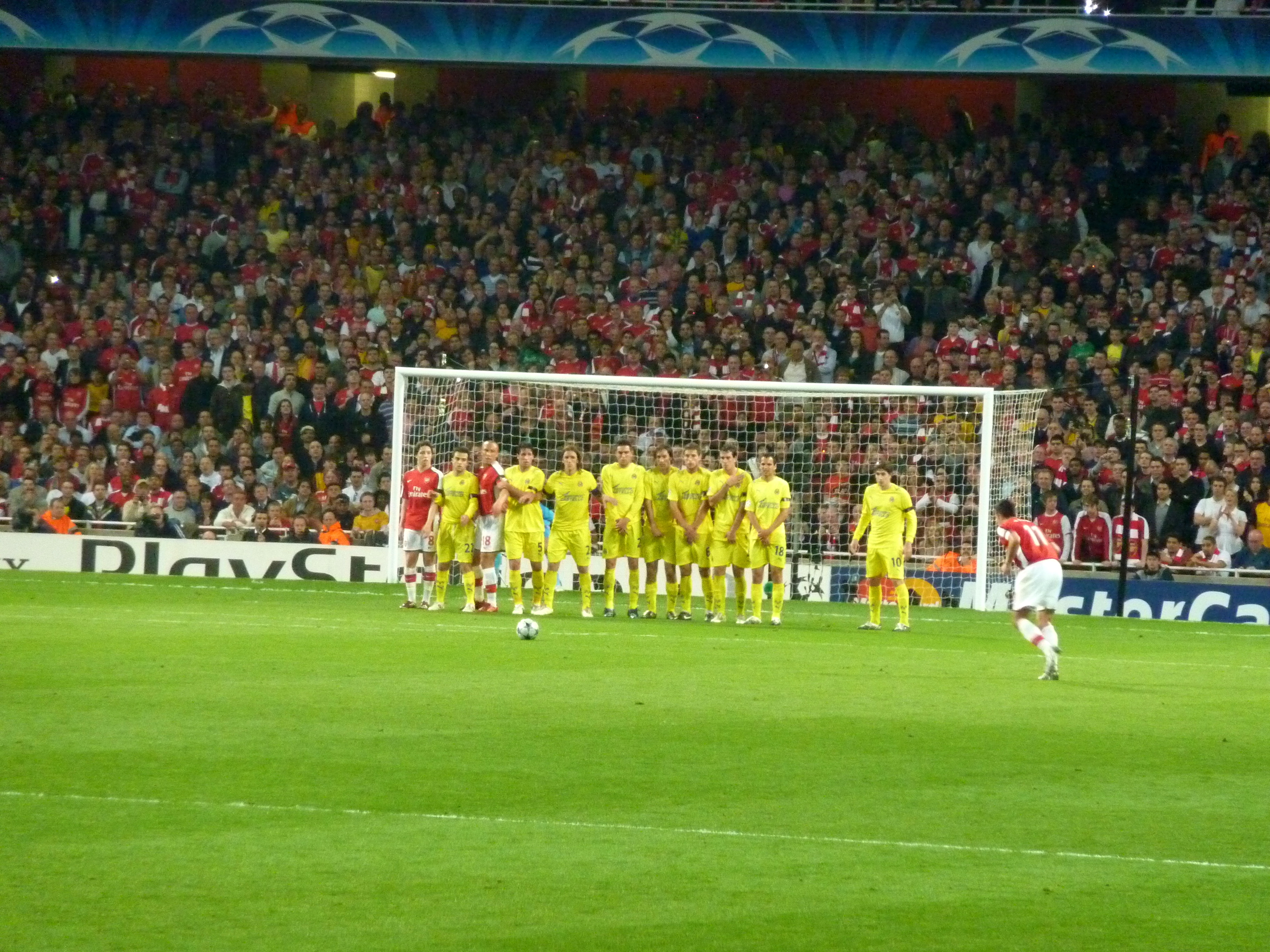
Van Persie llança una falta contra el Vila-real, en un partit Arsenal Football Club-Vila-real de Champions l'any 2009.

En els vuitens de final, el Vila-real li tocà a un rival en teoria assequible, el Panathinaikos FC de Grècia. Al Vila-real li tocà el partit d'anada a casa i el de tornada fora de casa, un factor que normalment és un avantatge per a l'equip que primer juga fora de casa. Tot i això, el Vila-real es classificà. En el partit d'anada empataren a 1 gol, amb gols de Karagunis i Giuseppe Rossi de penal. En el de tornada el Vila-real guanyà per 1-2 amb gols de Mantzios per als grecs i Ariel Ibagaza i Joseba Llorente per als groguets. Actualement l'equip juga els quarts de final, de nou contra l'Arsenal FC. L'anterior vegada que el Vila-real jugà la Lliga de Campions, s'enfrontaren contra els anglesos en les semifinals.
El partit d'anada, acabà en taules en El Madrigal (1-1), amb grans gols de Marcos Senna i Emmanuel Adebayor.
Al partit de tornada, el Vila-real siguè eliminat en l'Emirates Stadium per 3-0 amb gols
de Walcott, Emmanuel Adebayor i Van Persie.

### De la Lliga de Campions al Descens (2009-2012)
A la temporada 2009-2010, l'equip groguet es va renovar i va apostar més per la cantera que pels jugadors sud-americans. Es va fitxar d'entrenador a Ernesto Valverde a causa de la marxa de Pellegrini al Reial Madrid, però Valverde no va aconseguir bons resultats i va ser subtituït per Juan Carlos Garrido. La temporada va ser regular pel l'equip, a la lliga va acabar al 7é lloc, però llavors l'equip groguet va denunciar al RCD Mallorca ja que estava en un procediment concursal. Així que enlloc de l'equip mallorquí, el Vila-real va poder participar a Europa la temporada següent.
A la temporada 2010-2011, l'equip submarí, va acabar al 4t lloc a la lliga classificant per la Fase Prèvia de la Lliga de Campions 2011-12 i va ser eliminat a la Europa League pel FC Porto de Portugal a les semifinals, més tard, l'equip portuguès va guanyar la competició.
La temporada 2011-2012 va ser desastrossa, l'equip groguet va passar per la fase prèvia de la Lliga de Campions eliminant a l'Odense per un global de 3-1 i va classificar al grup de la mort, on hi van haver equips com l'FC Bayern de Múnic, el Manchester City i el Napóls, L'equip groguet va acabar últim amb 0 punts. El 21 de desembre del 2011, Juan Carlos Garrido va ser destituït després que l'equip quedès eliminat a la Copa de Rei contra el Mirandès de Segona Divisió B als setzens de final i deixant a l'equip groguet llocs de descencs. El substïtut va ser Miguel Ángel Lotina on va intentar recuperar el rumb de l'equip a la lliga, però no ho va aconseguir i l'equip groguet va descendir a la Segona Divisió després d'11 anys seguits a la primera divisió.

### Etapa curta a la Segona Divisió (2012-2013)
El nou entrenador del Vila-real era en un principi Manuel Preciado, però l'entrenador de Cantàbria va morir justament al mateix dia (6 de juny) que es feia oficial la seva presentació. Així que el club va decidir contractar com a nou entrenador a Julio Velázquez, i es van fitxar a jugadors com Melberg, Cavenaghi, i Pandiani. La temporada de l'equip groguet va començar bé, però al final de la primera volta, l'equip acaba donant resultats irregulars, i el club destitueix a l'entrenador, deixant al submarí groc al 7é lloc.
Així que es va contractar com a entrenador substitut a Marcelino García Toral. El primer partit de l'entrenador va ser un desastrós 5-0 contra el Reial Madrid Castilla i durant el mercat d'hivern, l'equip es va reforçar amb jugadors com: Chechu Dorado, Jonathan Pereira, Juanma, Perbet i Aquino. Així que en el segon partit de l'entrenador, l'equip groguet va guanyar 3-0 contra el Sabadell. Durant la segona volta, l'equip groguet va millorar molt els seus resultats, i el 8 de juny del 2013, l'equip groguet ascendia i tornava matemàticament a la primera divisió acabant al 2n lloc.
Cal dir que surant aquest període a la Segona Divisió, el club va ser sanejat econòmicament i es va començar a rebutjar les subvencions públiques.

### Tornada a la Primera Divisió i Trofeus Internacionals (2013-2020)
A la temporada 2013-14, l'equip groguet va ser una de les revelacions de la temporada guanyant els seus primers tres partits. Després de 16 jornades, l'equip groguet va fer un record sent el millor equip acabat d'ascendir després de 16 partits. Finalment, l'equip groguet va finalitzar la primera volta guanyant 5-1 a la Reial Societat i estant al 5é lloc amb 34 punts. A la segona volta, el Vila-real va perdre el rumb per poder-se classificar a la Lliga de Campions, però mai va perdre el rumb per classificar-se a Europa. Finalment el submarí groc va acabar al 6é lloc i guanyant-li a la Reial Societat la última jornada que li faria pujar del 7é al 6é lloc i així no jugant les rondes prèvies de la Europa League.

### Èxits a Europa i Permanència a la Lliga (2020-act.)
La temporada 2020-2021, amb Unai Emery a la banqueta, va aconseguir arribar a la final de l'Europa League i se la va adjudicar als penals contra el Manchester United FC d'Solskjaer, cosa que li permeté accedir a la Champions League de la temporada següent de manera directa puix que a la lliga quedà en 7a posició, classificat per a la nova competició de clubs de la UEFA, l'Europa Conference League.

## Instal·lacions

### Estadi

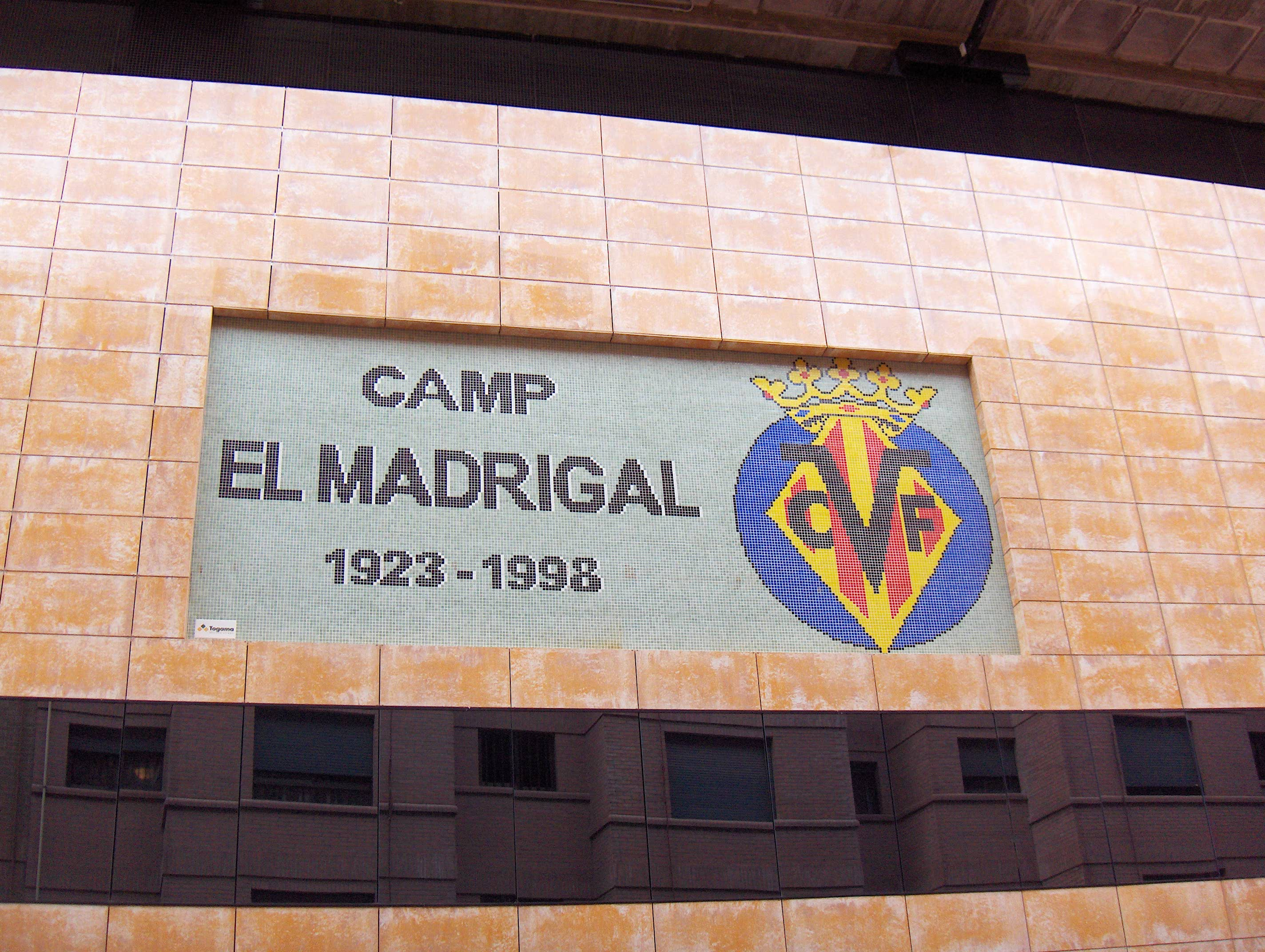
Entrada a l'estadi del Madrigal

L'Estadi de la Ceràmica és el camp on juga el Vila-real com a local fins a la data.
S'inaugurà el 17 de juny de 1923 anomenant-se Camp del Vila-real, però tan sols dos anys després passà a denominar-se El Madrigal.
L'estadi va presenciar el seu primer partit de la història en un encontre entre el CE Castelló i el Cervantes, dos equips de Castelló de la Plana.
Actualment i després de diferents remodelacions, ampliacions i adequacions de l'estadi, l'Estadi de la Ceràmica té una capacitat 25.000 després que a la temporada 2008-09 s'amplià i passà a tenir un amfiteatre per a l'afició visitant. El 8 de gener de 2017 va canviar la seva denominació i va passar a anomenar-se El Madrigal a Estadi de la Ceràmica en vistes a una nova remodelació.

### Ciutat Esportiva

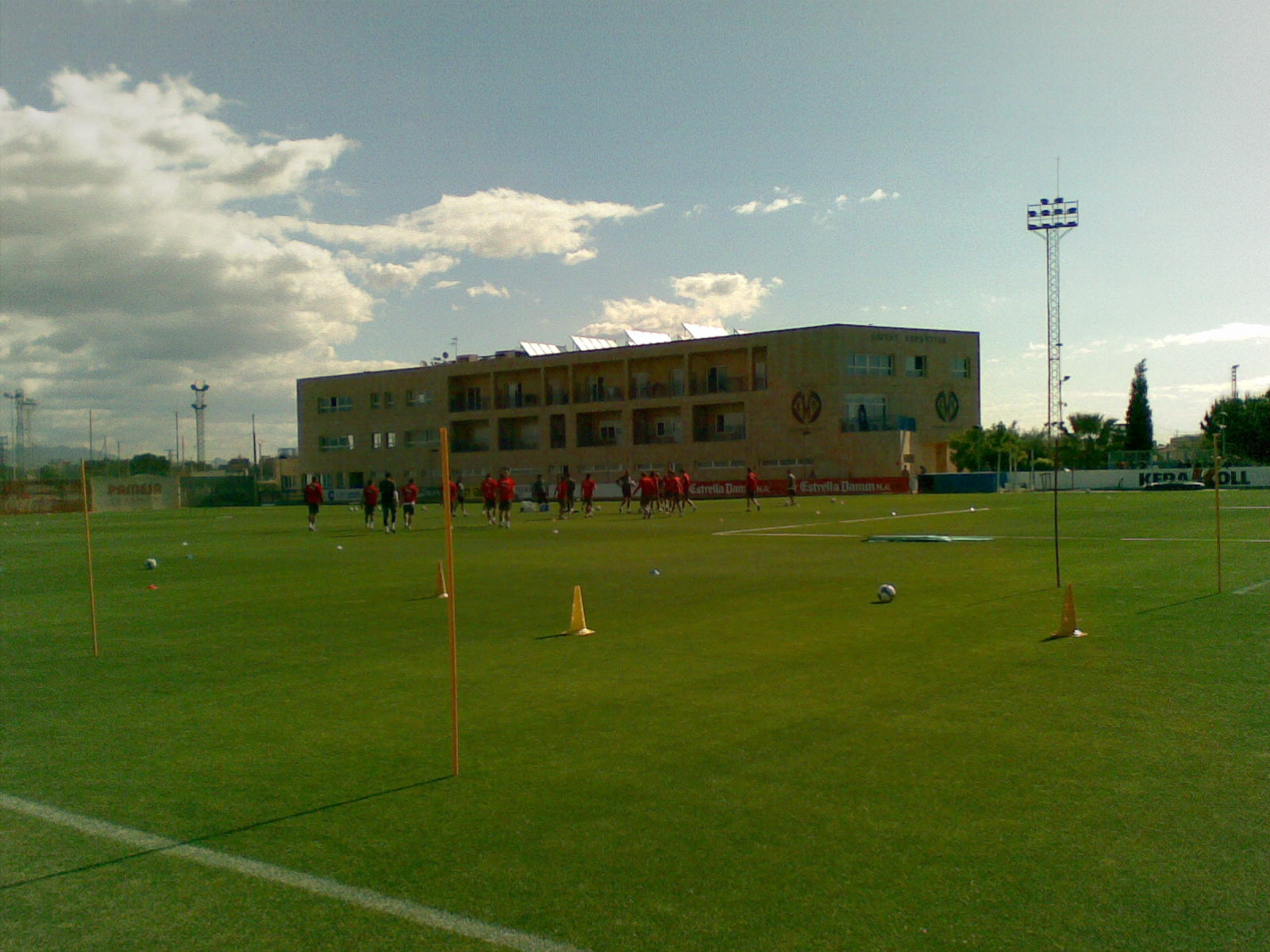
Ciutat Esportiva del Vila-real CF.

La Ciutat esportiva està ubicada a la part oest de la ciutat de Vila-real, concretament al camí Miralcamp i amb una extensió de 70.000 metres quadrats i amb nou camps de futbol, el primer equip i el de les altres categories entrenen a la Ciutat esportiva. El complex disposa d'una residència per a jòvens promeses del planter.

## Himne
L'himne del Vila-real CF es va crear l'any 1998 per l'ascens a la Primera divisió espanyola i va ser creat per Antoni Pitarch Font i Alfredo Sanz Corma, els dos de la ciutat de Vila-real. L'any 2008 es va fer una nova i renovada versió de l'himne.

## Dades i estadístiques del club
Dades fins a la temporada 2008/09:
- Socis: 20.600 (dades de la temporada 2008/09)
- Assistència mitja: 18.668 (temporada 2007/08)
- Penyes: 39 (2009)
- Pressupost: 68.000.000 € (2008) i 72.334.000 € (2009)

### Estadístiques i rècords en competicions nacionals
- Temporades en la 1a: 24
- Temporades a 2a: 10.
- Temporades a 2a B: 4.
- Temporades a 3a: 23.

### Estadístiques enPrimera divisió
- Dades estadístiques:
  - Lloc en la Classificació històrica de la primera divisió espanyola de futbol: 20è
  - Lloc més alt assolit en la classificació històrica: 20è (2011)
  - Partits jugats a 1a: 494.
  - Victòries a 1a: 196.
  - Empats a 1a: 132.
  - Derrotes a 1a: 166.
  - Gols a favor en 1a: 684.
  - Gols en contra en 1a: 640.
  - Punts: 720
  - Diferència de gols: + 44
  - Rècords positius i negatius:
  - Millor posició a la lliga: 2n (2007-2008).
  - Pitjor posició a la lliga: 18è (1998-1999 i 2011-2012).
  - Màxima puntació a la lliga: 77 (2007-2008).
  - Major nombre de temporades consecutives en Primera divisió: 12 (2000- 2012)
  - Menor nombre de temporades conscutvies en Primera divisió: 1 (1998-1999)
  - Gol 100 en Primera: Gerard Escoda (2001)
  - Gol 200 en Primera: Sonny Anderson (2003)
  - Gol 300 en Primera: Santi Cazorla (2004)
  - Gol 400 en Primera: Diego Forlán (2007)
  - Gol 500 en Primera: Fabricio Fuentes (2009)
- Major victòria com a local a la Lliga

| Vila-real CF | 6–3 | Racing de Santander |
| ------------ | --- | ------------------- |
|              |     |                     |

 El Madrigal, (Vila-real)        
| Vila-real CF | 5–0 | UD Salamanca |
| ------------ | --- | ------------ |
|              |     |              |

 El Madrigal, (Vila-real)        
| Vila-real CF                      | 5-0 | CD Tenerife |
| --------------------------------- | --- | ----------- |
| Llorente (2), Pirès, Rossi i Cani |     |             |

 El Madrigal, (Vila-real)        
- Major derrota com a local a la Lliga

| Vila-real CF | 0–5 | Reial Madrid |
| ------------ | --- | ------------ |
|              |     |              |

 El Madrigal, (Vila-real)        
- Major empat en la Lliga

| Vila-real CF | 4–4 | FC Barcelona |
| ------------ | --- | ------------ |
|              |     |              |

 El Madrigal, (Vila-real)        
| Vila-real CF | 4–4 | Atlètic de Madrid |
| ------------ | --- | ----------------- |
|              |     |                   |

 El Madrigal, (Vila-real)        
- Major victòria com a visitant a la Lliga

| UD Las Palmas | 1–5 | Vila-real CF |
| ------------- | --- | ------------ |
|               |     |              |

 Estadi Insular, (Las Palmas de Gran Canaria)        
- Major derrota com a visitant a la Lliga

| Recreativo de Huelva | 5–0 | Vila-real CF |
| -------------------- | --- | ------------ |
|                      |     |              |

 Estadi Nuevo Colombino, (Huelva)        

### Estadístiques en laCopa del Rei
- Rècords positius i negatius:
  - Millor posició a la copa: 8è
- Major derrota com a visitant a la Copa del Rei

| Polideportivo Ejido | 5–0 | Vila-real CF |
| ------------------- | --- | ------------ |
|                     |     |              |

 Municipal de Santo Domingo, (El Ejido)        

### Estadístiques i rècords en competicions internacionals
- - Participacions europees: 8 temporades
  - Participacions en la Champions League: 3 (semifinalista 2005-2006), la segona disputada la temporada 2008-2009 i la tercera la temporada2011-2012.
- Major victòria com a local a la Champions League

| Vila-real CF | 6–3 | Aalborg BK |
| ------------ | --- | ---------- |
|              |     |            |

 El Madrigal, (Vila-real)        
- - Participacions en la Copa de la UEFA: 3
- Major victòria com a local a la Copa de la UEFA

| Vila-real CF | 6–1 | NAC Breda    |
| --- | --- | ------------ |
| 1-0: Santi Cazorla 2-0: Giuseppe Rossi de penal 3-0: Giuseppe Rossi de penal 4-0: Marcos Senna 5-0: Jonathan Pereira 6-0: Kiko. |     | 6-1 De Graaf |

 El Madrigal, (Vila-real)        
| Vila-real CF                                                                        | 4–1 | SS Lazio    |
| ----------------------------------------------------------------------------------- | --- | ----------- |
| 1-0: Robert Pirès 2-0: Cani 3-0: Robert Pirès de penal 4-1: Giuseppe Rossi de penal |     | 3-1: Zárate |

 El Madrigal, (Vila-real)        

### Entrenadors amb més partits en el club
Dades actualitzades fins a la temporada 2008/09
| Entrenador             | Partits guanyats | Partits empatats | Partits perduts | Total partits |
| ---------------------- | ---------------- | ---------------- | --------------- | ------------- |
| Manuel Pellegrini      | 92               | 50               | 48              | 190           |
| Marcelino García Toral | 87               | 44               | 45              | 176           |
| Víctor Muñoz           | 27               | 20               | 30              | 77            |
| Benito Floro           | 21               | 17               | 23              | 61            |

### Jugadors amb més partits
Dades actualitzades fins a la temporada 2010/11

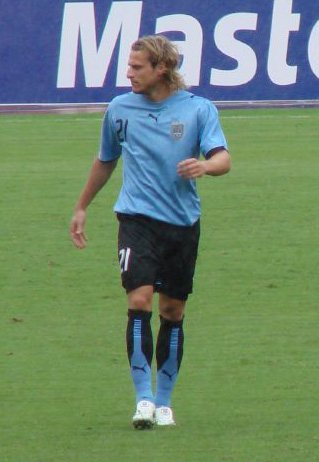
Diego Forlán és el màxim golejador històric del Vila-real amb 54 gols.

| Jugador        | Total partits | Titular | Període         |
| -------------- | ------------- | ------- | --------------- |
| Marcos Senna   | 228           | 211     | 2001/01-2010/11 |
| Arruabarrena   | 219           | 212     | 2000/01-2006/07 |
| Quique Álvarez | 187           | 182     | 2000/01-2006/07 |

### Golejadors històrics de l'equip
Dades actualitzades fins a la temporada 2008/09
| Jugador          | Gols | Període         |
| ---------------- | ---- | --------------- |
| Diego Forlán     | 54   | 2004/05-2006/07 |
| Víctor Fernández | 39   | 2000/01-2004/05 |
| Riquelme         | 36   | 2003/04-2006/07 |

### Enfrontaments
Les estadístiques mostrades són dels equips actuals que hi ha actualment en la 1a Divisió
Dades actuals
| Rival               | PJ | PG | PE | PP | GF | GC |
| ------------------- | -- | -- | -- | -- | -- | -- |
| UD Almería          | 5  | 1  | 2  | 2  | 4  | 7  |
| Athletic            | 21 | 10 | 5  | 6  | 31 | 21 |
| Atlètic de Madrid   | 17 | 6  | 5  | 6  | 31 | 30 |
| FC Barcelona        | 20 | 8  | 4  | 8  | 33 | 33 |
| Deportivo           | 21 | 7  | 4  | 10 | 24 | 31 |
| RCD Espanyol        | 21 | 7  | 10 | 4  | 28 | 19 |
| Getafe CF           | 11 | 8  | 2  | 1  | 23 | 13 |
| Màlaga              | 15 | 5  | 5  | 5  | 18 | 15 |
| RCD Mallorca        | 21 | 10 | 7  | 4  | 29 | 22 |
| Osasuna             | 19 | 7  | 6  | 6  | 30 | 24 |
| Racing de Santander | 19 | 11 | 4  | 4  | 34 | 20 |
| R.Madrid            | 21 | 2  | 6  | 13 | 16 | 40 |
| Sevilla             | 17 | 3  | 4  | 10 | 13 | 26 |
| Sporting de Gijón   | 3  | 2  | 0  | 1  | 3  | 2  |
| CD Tenerife         | 5  | 2  | 1  | 2  | 11 | 10 |
| València CF         | 20 | 9  | 4  | 7  | 31 | 26 |
| Reial Valladolid    | 15 | 6  | 3  | 6  | 15 | 17 |
| Xerez               | 1  | 0  | 0  | 1  | 1  | 2  |
| Reial Saragossa     | 16 | 5  | 5  | 6  | 17 | 23 |

## Trajectòria a les competicions internacionals
- ¹ Equip eliminat millor posicionat en cas de classificació, o equip classificat pitjor posicionat en cas d'eliminació

| Supercopa d'Europa                                        | Supercopa d'Europa | Supercopa d'Europa     | Supercopa d'Europa | Supercopa d'Europa    | Supercopa d'Europa   | Supercopa d'Europa | Supercopa d'Europa   | Supercopa d'Europa | Supercopa d'Europa |
| Edició                                                    |                    |                        |                    |                       |                      |                    | Partit únic          |                    |                    |
| --------------------------------------------------------- | ------------------ | ---------------------- | ------------------ | --------------------- | -------------------- | ------------------ | -------------------- | ------------------ | ------------------ |
| 20/21                                                     |                    |                        |                    |                       |                      |                    | Chelsea FC           |                    |                    |
| Copa d'Europa / Lliga de Campions de la UEFA              |                    |                        |                    |                       |                      |                    |                      |                    |                    |
| Edició                                                    |                    | Fase prèvia            | Fase de grups¹     | Vuitens               | Quarts               | Semifinals         | Final                |                    |                    |
| 05/06                                                     |                    | Everton FC             | Lille OSC          | Rangers FC            | Internazionale Milà  | Arsenal FC         |                      |                    |                    |
| 08/09                                                     |                    |                        | Aalborg            | Panathinaikos FC      | Arsenal FC           |                    |                      |                    |                    |
| 11/12                                                     |                    | Odense                 | Napoli             |                       |                      |                    |                      |                    |                    |
| 16/17                                                     |                    | AS Mònaco              |                    |                       |                      |                    |                      |                    |                    |
| 21/22                                                     |                    |                        | Atalanta           | Juventus FC           | FC Bayern de Múnic   | Liverpool FC       |                      |                    |                    |
| Copa de Fires / Copa de la UEFA / Lliga Europa de la UEFA |                    |                        |                    |                       |                      |                    |                      |                    |                    |
| Edició                                                    | 1ª Ronda           | Trenta-dosens de final | Setzens de final   | Vuitens de final      | Quarts de final      | Semifinals         | Final                |                    |                    |
| 03/04                                                     | Trabzonspor        | FK Torpedo Moscou      | Galatasaray SK     | AS Roma               | Celtic FC            | València CF        |                      |                    |                    |
| Edició                                                    | 1ª Ronda           | Fase de grups ¹        | Setzens de final   | Vuitens de final      | Quarts de final      | Semifinals         | Final                |                    |                    |
| 04/05                                                     | Hammarby IF        | SS Lazio               | FC Dinamo de Kíev  | Steaua Bucarest       | AZ Alkmaar           |                    |                      |                    |                    |
| 07/08                                                     | BATE Borisov       | FK Mladá Boleslav      | FK Zenit           |                       |                      |                    |                      |                    |                    |
| 09/10                                                     | NAC Breda          | SS Lazio               | Wolfsburg          |                       |                      |                    |                      |                    |                    |
| 10/11                                                     | FC Dnepr           | GNK Dinamo de Zagreb   | Napoli             | Bayer Leverkusen      | FC Twente            | FC Porto           |                      |                    |                    |
| 14/15                                                     | FK Astana          | Zürich                 | RB Salzburg        | Sevilla FC            |                      |                    |                      |                    |                    |
| 15/16                                                     |                    | Viktoria Plzeň         | Napoli             | Bayer Leverkusen      | Sparta Praga         | Liverpool FC       |                      |                    |                    |
| 16/17                                                     |                    | Zürich                 | AS Roma            |                       |                      |                    |                      |                    |                    |
| 17/18                                                     |                    | Slavia Praga           | Olympique de Lió   |                       |                      |                    |                      |                    |                    |
| 18/19                                                     |                    | Rangers FC             | Sporting Lisboa    | Zenit Sant Petersburg | València CF          |                    |                      |                    |                    |
| 20/21                                                     |                    | Sivasspor              | RB Salzburg        | FC Dinamo de Kíev     | GNK Dinamo de Zagreb | Arsenal FC         | Manchester United FC |                    |                    |
| Edició                                                    | Fase prèvia        | Fase de grups ¹        | Ronda eliminatòria | Vuitens de final      | Quarts de final      | Semifinals         | Final                |                    |                    |
| 23/24                                                     |                    | Maccabi Haifa FC       |                    | Olympique de Marsella |                      |                    |                      |                    |                    |
| Lliga Europa Conferència                                  |                    |                        |                    |                       |                      |                    |                      |                    |                    |
| Edició                                                    | Fase prèvia        | Fase de grups ¹        | Ronda eliminatòria | Vuitens de final      | Quarts de final      | Semifinals         | Final                |                    |                    |
| 22/23                                                     | HNK Hajduk Split   | Hapoel Be'er Sheva FC  |                    | RSC Anderlecht        |                      |                    |                      |                    |                    |
| Copa Intertoto                                            |                    |                        |                    |                       |                      |                    |                      |                    |                    |
| Edició                                                    |                    |                        | Setzens            | Vuitens               | Quarts               | Semifinals         | Final / 3r lloc      |                    |                    |
| 02/03                                                     |                    |                        |                    | FH                    | Torino               | Troyes             | Màlaga               |                    |                    |
| 03/04                                                     |                    |                        |                    |                       | Brescia Calcio       | Brno               | SC Heerenveen        |                    |                    |
| 04/05                                                     |                    |                        |                    | Odense                | Spartak Moscou       | Hamburg            | Atlètic de Madrid    |                    |                    |
| 06/07                                                     |                    |                        |                    |                       |                      |                    | NK Maribor           |                    |                    |

## Palmarès

### Torneigs internacionals
- Lliga Europa de la UEFA (1): 2020-21
- Copa Intertoto (2): 2003 i 2004
- Subcampió de la Copa Intertoto (2): 2002 i 2006
- Subcampió de la Supercopa d'Europa (1): 2021

### Altres
- Semifinalista de la Lliga de Campions (2): 2005-06, 2021-22
- Semifinalista de la Copa de la UEFA (3): 2003-04, 2010-11, 2015-16
- Subcampionat de la Lliga espanyola (1): 2007-08
- Tercera Divisió (1): 1969-1970
- Campionat Regional d'Aficionats (1): 1951
- Primera Regional (3): 1935-1936, 1955, 1966-1967

### Premis i distincions
- Millor equip del món del mes de desembre de 2004 segons la IFFHS
- Premi al Foment i Promoció de l'Esport (2007) per a l'Escola de Futbol del Vila-real Club de Futbol en la 1a Edició dels Premis Nostresport
- Trofeu de la Ceràmica (9): 2002, 2003, 2007, 2010, 2011, 2012, 2013, 2014 i 2015
- Trofeu Ciutat de Terol (2): 2007 i 2008

## Plantilla 2025-26
A 7 agost 2025.
| N. | Pos. | Nac. | Jugador                           |
| -- | ---- | --- | --------------------------------- |
| 1  | POR  | [[Fitxer:Flag of Brazil.svg\|23x15px\|border \|alt=Brasil\|link=Selecció de futbol del Brasil\|{{#if:\|]]                       | Luiz Júnior                       |
| 2  | DEF  | [[Fitxer:Flag of Cape Verde.svg\|23x15px\|border \|alt=Cap Verd\|link=Selecció de futbol de Cap Verd\|{{#if:\|]]                | Logan Costa                       |
| 3  | DEF  | [[Fitxer:Flag of Spain.svg\|23x15px\|border \|alt=Espanya\|link=Selecció de futbol d'Espanya\|{{#if:\|]]                        | Rafa Marín (cedit pel SSC Napoli) |
| 5  | DEF  | [[Fitxer:Flag of France (1794–1815, 1830–1974).svg\|23x15px\|border \|alt=França\|link=Selecció de futbol de França\|{{#if:\|]] | Willy Kambwala                    |
| 6  | MIG  | [[Fitxer:Flag of Spain.svg\|23x15px\|border \|alt=Espanya\|link=Selecció de futbol d'Espanya\|{{#if:\|]]                        | Denis Suárez                      |
| 7  | DAV  | [[Fitxer:Flag of Catalonia.svg\|23x15px\|border \|alt=Catalunya\|link=Selecció de futbol de Catalunya\|{{#if:\|]]               | Gerard Moreno (2n capità)         |
| 8  | DEF  | [[Fitxer:Flag of Argentina.svg\|23x15px\|border \|alt=Argentina\|link=Selecció de futbol de l'Argentina\|{{#if:\|]]             | Juan Foyth (3r capità)            |
| 9  | DAV  | [[Fitxer:Flag of Canada (Pantone).svg\|23x15px\|border \|alt=Canadà\|link=Selecció de futbol del Canadà\|{{#if:\|]]             | Tajon Buchanan                    |
| 10 | MIG  | [[Fitxer:Flag of Spain.svg\|23x15px\|border \|alt=Espanya\|link=Selecció de futbol d'Espanya\|{{#if:\|]]                        | Dani Parejo (capità)              |
| 11 | DAV  | [[Fitxer:Flag of Morocco.svg\|23x15px\|border \|alt=Marroc\|link=Selecció de futbol del Marroc\|{{#if:\|]]                      | Ilias Akhomach                    |
| 13 | POR  | [[Fitxer:Flag of Spain.svg\|23x15px\|border \|alt=Espanya\|link=Selecció de futbol d'Espanya\|{{#if:\|]]                        | Diego Conde                       |
| 14 | MIG  | [[Fitxer:Flag of Spain.svg\|23x15px\|border \|alt=Espanya\|link=Selecció de futbol d'Espanya\|{{#if:\|]]                        | Santi Comesaña                    |

| N. | Pos. | Nac. | Jugador                     |
| -- | ---- | --- | --------------------------- |
| 15 | DEF  | [[Fitxer:Flag of Uruguay.svg\|23x15px\|border \|alt=Uruguai\|link=Selecció de futbol de l'Uruguai\|{{#if:\|]]                                  | Santiago Mouriño            |
| 18 | MIG  | [[Fitxer:Flag of Senegal.svg\|23x15px\|border \|alt=Senegal\|link=Selecció de futbol del Senegal\|{{#if:\|]]                                   | Pape Gueye                  |
| 19 | DAV  | [[Fitxer:Flag of Côte d'Ivoire.svg\|23x15px\|border \|alt=Costa d'Ivori\|link=Selecció de futbol de la Costa d'Ivori\|{{#if:\|]]               | Nicolas Pépé                |
| 20 | MIG  | [[Fitxer:Flag of Spain.svg\|23x15px\|border \|alt=Espanya\|link=Selecció de futbol d'Espanya\|{{#if:\|]]                                       | Alberto Moleiro             |
| 21 | DAV  | [[Fitxer:Flag of Spain.svg\|23x15px\|border \|alt=Espanya\|link=Selecció de futbol d'Espanya\|{{#if:\|]]                                       | Yéremy Pino                 |
| 22 | DAV  | [[Fitxer:Flag of Spain.svg\|23x15px\|border \|alt=Espanya\|link=Selecció de futbol d'Espanya\|{{#if:\|]]                                       | Ayoze Pérez                 |
| 23 | DEF  | [[Fitxer:Flag of Catalonia.svg\|23x15px\|border \|alt=Catalunya\|link=Selecció de futbol de Catalunya\|{{#if:\|]]                              | Sergi Cardona               |
| 24 | DEF  | [[Fitxer:Flag of Spain.svg\|23x15px\|border \|alt=Espanya\|link=Selecció de futbol d'Espanya\|{{#if:\|]]                                       | Alfonso Pedraza (4t capità) |
| 26 | DEF  | [[Fitxer:Flag of the Valencian Community (2x3).svg\|23x15px\|border \|alt=País Valencià\|link=Selecció de futbol del País Valencià\|{{#if:\|]] | Pau Navarro                 |
| —  | MIG  | [[Fitxer:Flag of Ghana.svg\|23x15px\|border \|alt=Ghana\|link=Selecció de futbol de Ghana\|{{#if:\|]]                                          | Thomas Partey               |
| —  | DAV  | [[Fitxer:Flag of the Netherlands.svg\|23x15px\|border \|alt=Països Baixos\|link=Selecció de futbol dels Països Baixos\|{{#if:\|]]              | Arnaut Danjuma              |

Els equips de la lliga espanyola estan limitats a tenir en la plantilla un màxim de tres jugadors sense passaport de la Unió Europea. La llista inclou només la principal nacionalitat de cada jugador, o aquella que correspongui a la selecció amb la qual juga internacionalment; alguns jugadors no europeus tenen doble nacionalitat d'algun país de la UE:

### Cedits a altres equips
| N. | Pos. | Nac. | Jugador                                                    |
| -- | ---- | --- | ---------------------------------------------------------- |
| —  | DEF  | [[Fitxer:Flag of Spain.svg\|23x15px\|border \|alt=Espanya\|link=Selecció de futbol d'Espanya\|{{#if:\|]]                                       | Carlos Romero (al RCD Espanyol fins al 30 de juny de 2026) |
| —  | MIG  | [[Fitxer:Flag of Spain.svg\|23x15px\|border \|alt=Espanya\|link=Selecció de futbol d'Espanya\|{{#if:\|]]                                       | Dani Requena (al Córdoba CF fins al 30 de juny de 2026)    |
| —  | MIG  | [[Fitxer:Flag of the Valencian Community (2x3).svg\|23x15px\|border \|alt=País Valencià\|link=Selecció de futbol del País Valencià\|{{#if:\|]] | Ramon Terrats (al RCD Espanyol fins al 30 de juny de 2026) |

| N. | Pos. | Nac. | Jugador                                                       |
| -- | ---- | --- | ------------------------------------------------------------- |
| —  | MIG  | [[Fitxer:Flag of Argentina.svg\|23x15px\|border \|alt=Argentina\|link=Selecció de futbol de l'Argentina\|{{#if:\|]]                            | Thiago Ojeda (al Cultural Leonesa fins al 30 de juny de 2026) |
| —  | DAV  | [[Fitxer:Flag of the Valencian Community (2x3).svg\|23x15px\|border \|alt=País Valencià\|link=Selecció de futbol del País Valencià\|{{#if:\|]] | Álex Forés (al Reial Oviedo fins al 30 de juny de 2026)       |

### Plantilles d'anys anteriors
- Plantilla 2007-08 del Vila-real CF
- Plantilla 2008-09 del Vila-real CF
- Plantilla 2009-10 del Vila-real CF
- Plantilla 2010-11 del Vila-real CF
- Plantilla 2016-17 del Vila-real CF
- Plantilla 2020-21 del Vila-real CF

### Cos tècnic
A 23 juliol 2020
| Lloc                  | Nom                           |
| --------------------- | ----------------------------- |
| Entrenador            | Quique Setién                 |
| Segon entrenador      | Pablo Villa                   |
| Entrenador de porters | Javi García                   |
| Entrenador físic      | Mario Segarra; Moisés de Hoyo |
| Delegat               | Xisco Nadal Martorell         |

### Jugadors internacionals amb laselecció espanyola
- Unai Vergara
- Antonio Guayre
- Marcos Senna
- Joan Capdevila i Méndez
- Ángel
- Santi Cazorla
- Diego López
- Bruno Soriano
- Borja Valero
- Carlos Marchena
- Mario Gaspar
- Sergio Asenjo
- Rodrigo Hernández
- Pablo Fornals

### Fitxatges més cars
Fixatges més cars de la història del club.
| Jugador          | Procedència                     | Euros      | Temp.   |
| ---------------- | ------------------------------- | ---------- | ------- |
| Gerard Moreno    | RCD Espanyol                    | 20.000.000 | 2018/19 |
| Karl Toko Ekambi | Angers SCO                      | 18.000.000 | 2018/19 |
| Nilmar           | Internacional                   | 16.500.000 | 2009/10 |
| Roberto Soldado  | Tottenham Hotspur FC            | 16.000.000 | 2015/16 |
| Enes Ünal        | Manchester City FC              | 14.000.000 | 2017/18 |
| Rúben Semedo     | Sporting de Lisboa              | 14.000.000 | 2017/18 |
| Roger Martínez   | Jiangsu Suning                  | 14.000.000 | 2018/19 |
| Roberto Soriano  | Unione Calcio Sampdoria         | 13.750.000 | 2016/17 |
| Nicola Sansone   | Unione Sportiva Sassuolo Calcio | 13.000.000 | 2016/17 |
| Pablo Fornals    | Málaga CF                       | 12.000.000 | 2017/18 |

## Temporades
| - 1931-32 Segona Regional 5è - 1934-35 Primera Regional 3r - 1935-36 Primera Regional 1r - 1936-39 Sense competició - 1939-40 Segona Regional 2n - 1940-41 Segona Regional - 1941-42 Segona Regional - 1942-43 Segona Regional - 1943-44 Segona Regional - 1944-45 Segona Regional - 1945-46 Segona Regional - 1946-47 Segona Regional - 1947-48 Segona Regional - 1948-49 Segona Regional - 1949-50 Segona Regional - 1950-51 Primera Regional 2n - 1951-52 Primera Regional 4t - 1952-53 Primera Regional 2n - 1953-54 Primera Regional 2n - 1954-55 Primera Regional 3r - 1955-56 Primera Regional 1r - 1956-57 Tercera Divisió 8è - 1957-58 Tercera Divisió 5è - 1958-59 Tercera Divisió 6è - 1959-60 Tercera Divisió 12è - 1960-61 Tercera Divisió 14è - 1961-62 Primera Regional 14è - 1962-63 Primera Regional 15è | - 1963-64 Primera Regional 6è - 1964-65 Primera Regional 3r - 1965-66 Primera Regional 3r - 1966-67 Primera Regional 1r - 1967-68 Tercera Divisió 3r - 1968-69 Tercera Divisió 9è - 1969-70 2a Divisió 1r - 1970-71 2a Divisió 16è - 1971-72 Tercera Divisió 17è - 1972-73 Tercera Divisió 12è - 1973-74 Tercera Divisió 12è - 1974-75 Tercera Divisió 8è - 1975-76 Tercera Divisió 13è - 1976-77 Regional Preferent 1r - 1977-78 Tercera Divisió 15è - 1978-79 Tercera Divisió 13è - 1979-80 Tercera Divisió 9è - 1980-81 Tercera Divisió 16è - 1981-82 Tercera Divisió 7è - 1982-83 Tercera Divisió 14è - 1983-84 Tercera Divisió 13è - 1984-85 Tercera Divisió 14è - 1985-86 Tercera Divisió 6è - 1986-87 Tercera Divisió 3r - 1987-88 Segona Divisió B 2n - 1988-89 Segona Divisió B 4t - 1989-90 Segona Divisió B 18è - 1990-91 Tercera divisió 2n | - 1991-92 Segona divisió B 2n - 1992-93 2a Divisió 13è - 1993-94 2a Divisió 16è - 1994-95 2a Divisió 10è - 1995-96 2a Divisió 15è - 1996-97 2a Divisió 10è - 1997-98 2a Divisió 4t - 1998-99 1a Divisió 18è - 1999-00 2a Divisió 3r - 2000-01 1a Divisió 7è - 2001-02 1a Divisió 15è - 2002-03 1a Divisió 15è - 2003-04 1a Divisió 8è - 2004-05 1a Divisió 3r - 2005-06 1a Divisió 7è - 2006-07 1a Divisió 5è - 2007-08 1a Divisió 2n - 2008-09 1a Divisió 5è - 2009-10 1a Divisió 7è - 2010-11 1a Divisió 4t - 2011-12 1a Divisió 17è - 2012-13 2a Divisió 2n - 2013-14 1a Divisió 6è - 2014-15 1a Divisió 6è - 2015-16 1a Divisió 4t - 2016-17 1a Divisió 5è - 2017-18 1a Divisió 5è - 2018-19 1a Divisió 14è | - 2019-20 1a Divisió 5è - 2020-21 1a Divisió 7è - 2021-22 1a Divisió 7è - 2022-23 1a Divisió 5è - 2023-24 1a Divisió 8è |

## Premis individuals i distincions

### Pitxitxis
- Diego Forlán 2004-2005 (25 gols)

### Bota d'Or
- Diego Forlán 2004-2005 (25 gols)

### Premi Don Balón
- Santi Cazorla 2006-2007
- Marcos Senna 2007-2008

### Premis del diariMarca
- El Vila-real Club de Futbol millor equip de la tempoarada 2007-08
- Manuel Pellegrini millor entrenador de la temporada 2007-08

### Premi del diariMundo Deportivo
- Fernando Roig millor dirigent esporitu de l'any 2008

## Presidents en la història del Vila-real
- Josep Calduch i Almela
- Antonio Plaza Pérez
- Josep Fabra Alcaide
- Lorenzo Carda Corbató
- Pasqual Gil Mezquita
- Miquel Batalla Gil
- Joan Vilar Llopis
- Joan Bellés Dembilio
- Pasqual Rubio Climent
- Pasqual Font de Mòra Chabrera
- Pedro López López
- Josep Coloma García
- Salvador Orenga Aparici
- Ernest Girona Girona
- Manuel Almela Ortells
- Pasqual Font de Mòra Chabrera
- Fernando Roig Alfonso

## Equips filials

### Vila-real Club de Futbol B
Va ser fundat el 1999. Juga els seus partits com a local a la Ciutat Esportiva del Vila-real. Actualment juga a la Segona divisió B.

### Vila-real Club de Futbol C
El Vila-real Club de Futbol "C" és el segon filial del Vila-real Club de Futbol. Va ser fundat l'any 2002. Juga els seus partits com a local a la Ciutat Esportiva del Vila-real.